# Moviestarplanet
MovieStarPlanet er et socialt website rettet til børn. Spillet er udviklet i Danmark, men målet er, at børn ved benyttelsen af websitet tilegner sig færdigheder i blandt også andre sprog. Brugere af websitet kan skabe en virtuel MovieStar-figur, der anvendes i film, gerne sammen med andre figurer skabt af andre brugere. Brugerne kan dele deres film med hinanden og anmelde hinandens film. Man kan også købe tøj til sin moviestar, og genstande til figurens værelse. Man kan også kæle med sit og andres kæledyr og deltage i chatrooms. 
MovieStarPlanet er udviklet i Danmark, men har opnået betydelig succes internationalt, og havde i november 2011 18 millioner brugere over hele verden, og var i samme periode betegnet som et at de hurtigst voksende avatar-spil i verden. I juni 2013 blev det rapporteret, at der var over 100 millioner brugere af tjenesten.
Moviestarplanet blev oprindeligt udviklet med støtte fra bl.a. den daværende It- og Telestyrelsen. 

## Eksternt link
- Om MovieStarPlanet på hjemmesiden Arkiveret 14. december 2011 hos  Wayback Machine
- Indslag om MovieStarPlanet på nordicecommerceknowledge.se Arkiveret 31. december 2011 hos  Wayback Machine (svensk)